# Werk der Frohbotschaft Batschuns

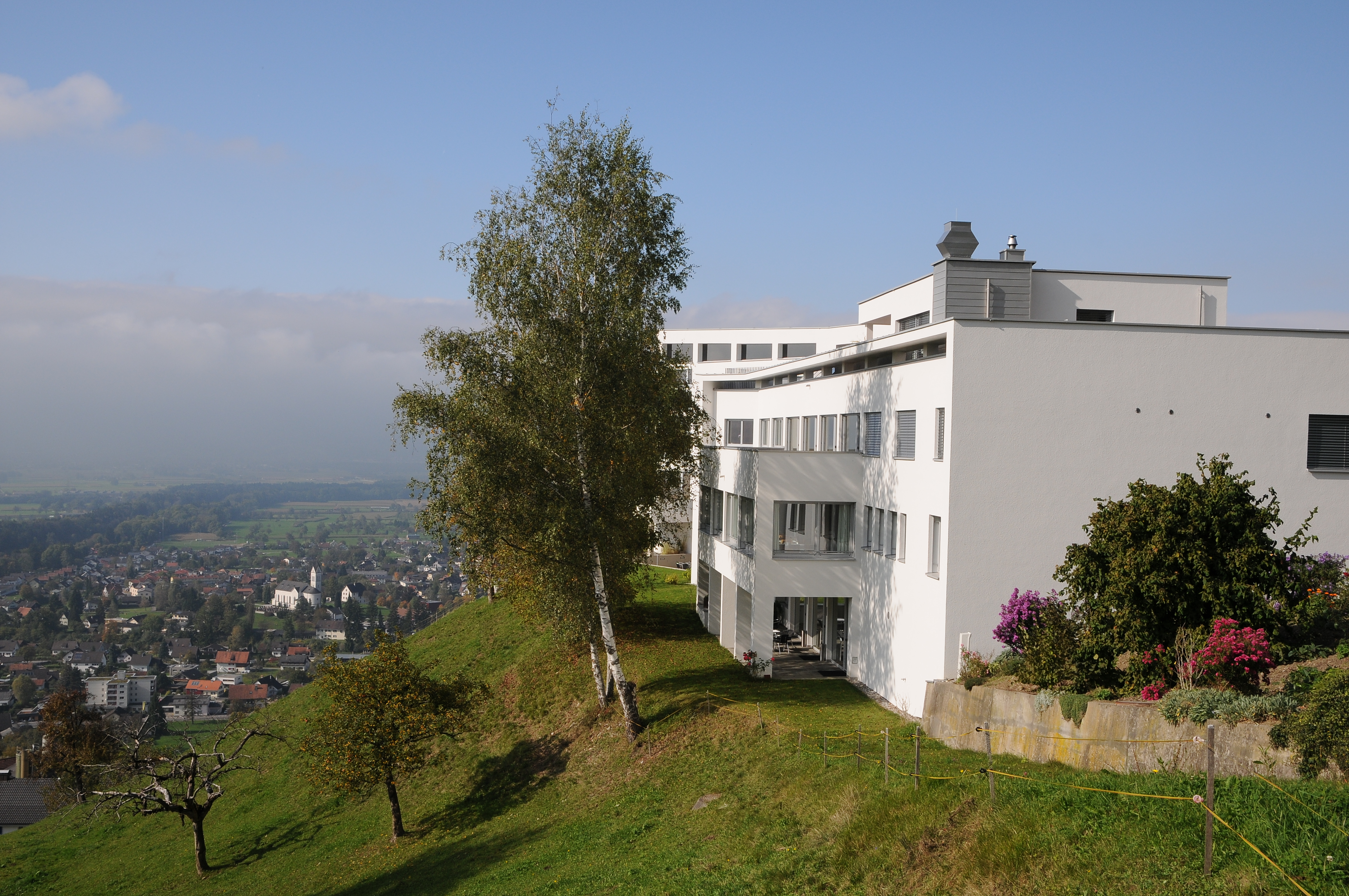
Bildungshaus Batschuns

Das Werk der Frohbotschaft Batschuns ist auch unter der Bezeichnung Frohbotinnen bekannt. Das Werk ist ein Institut des geweihten Lebens und kirchenrechtlich als Säkularinstitut anerkannt. Es wurde 1947 mit Pfarrer Edwin Fasching in Batschuns in Vorarlberg in Österreich gegründet.

## Geschichte
Monsignore Dr. Edwin Fasching (1909–1957) begann im Jahr 1945 mit den ersten Gründungsversuchen der Gemeinschaft. Er organisierte Kurse, Einkehrtage und Exerzitien, sein Ziel war die klassische Erwachsenenbildung. Zur Durchführung dieser Veranstaltungen erhielt er das Erholungsheim des katholischen Frauenbundes in Batschuns. Später wurde es in Haus der Frohbotschaft umbenannt. Mit der Gründung eines Weltlichen Instituts schlugen die Gründer im Jahre 1947 einen neuen Weg ein. Edwin Fasching verfasste 1947 die ersten und 1957 die zweiten Gemeinschaftsregeln. Die letzte und endgültige Überarbeitung wurde 1988 kirchenrechtlich anerkannt. 1947 begannen sieben Frauen mit dem Aufbau und legten ihr erstes Versprechen am 13. Juni 1947, der auch als Gründungstag gilt, ab. Die Gemeinschaft stellte ihr Wirken unter das Leitwort „Er hat mich gesandt, damit ich den Armen die Frohbotschaft (eine gute Nachricht) bringe…“ (Evangelium nach Lukas 4,18 ). Ein Jahr später legte die ersten Frohbotinnen ihr Ordensgelübde ab.

## Organisation
Im Jahr 2012 verließ das Werk seinen Gründungsort und verlegte das Zentrum nach Dornbirn. Das Institut besteht aus 66 Frohbotinnen (2013) die in Innsbruck, Linz, Graz und Wien sowie in London, Hamburg, Istanbul, Guatemala und Bolivien leben und arbeiten. Die Mitglieder leben in Einzelhaushalten und in kleinen Wohngemeinschaften. Einen besonderen Stellenwert nimmt die Gastfreundschaft ein.
Das Werk der Frohbotschaft ist Träger der Schule für Sozialbetreuungsberufe Altenarbeit und Familienarbeit in Bregenz, die 1956 ebenfalls mit Edwin Fasching gegründet wurde. Weiters ist das Werk der Frohbotschaft Träger der Kathi-Lampert-Schule für Sozialbetreuungsberufe in Götzis, der Schule für Hör- und Sprachbildung am Vorarlberger Landeszentrum für Hörgeschädigte in Dornbirn und der Sozialpädagogischen Schule in Schlins.

## Generalleiterinnen
- 1948–1973 Hilde Schmidt[5]
- 1973–1985 Grete Fürnschuß
- 1985–1988 Hedwig Gmeiner
- 1988–1997 Hildegard Lorenz
- 1997–2007 Karoline Artner
- 2007–2013 Elisabeth Dörler[6]
- Seit 2013 Brigitte Knünz

## Aufnahmebedingungen
Der Weg in das Säkularinstitut führt für die Postulantin über eine einjährige Probezeit, an die sich eine zweijährige Ausbildung und Novizenzeit anschließt. Nun erfolgt das Ablegen eines zeitlichen Gelübdes und die Vollmitgliedschaft beginnt. Das ewige Ordensgelübde kann nach einem Ablauf von weiteren neun Jahren nach dem zeitlichen Gelübde erfolgen.

## Freundeskreis
Eine weitere Entwicklung fand 1995 statt, Frauen und Männer, Ehepaare, Priester und Laien schlossen sich zu einer eigenständigen Vereinigung von Gläubigen zusammen. Sie sind mit der Gemeinschaft der Frohbotinnen in der Sendung und der biblisch orientierten Spiritualität verbunden.

## Neue Formen
Das Neue an der 1947 gegründeten Gemeinschaft bestand darin, die Lebensform der evangelischen Räte (Gehorsam, Ehelosigkeit und Armut) mitten in der Welt ohne besonderes äußeres Zeichen zu leben. Der neue Weg war auch deshalb in der römisch-katholischen Kirche von großem Interesse, da Papst Pius XII. (1939–1958) mit der Apostolischen Konstitution „Provida mater ecclesia“ vom 2. Februar 1947 den Weg zur Gründung von Säkularinstituten geebnet hatte. Als Ziel schrieb man sich einen Sendungsauftrag auf die Fahne, der aus dem Lukasevangelium hergeleitet war und aufforderte „Armen Frohe Botschaft zu bringen“.